# Ricardo Piglia

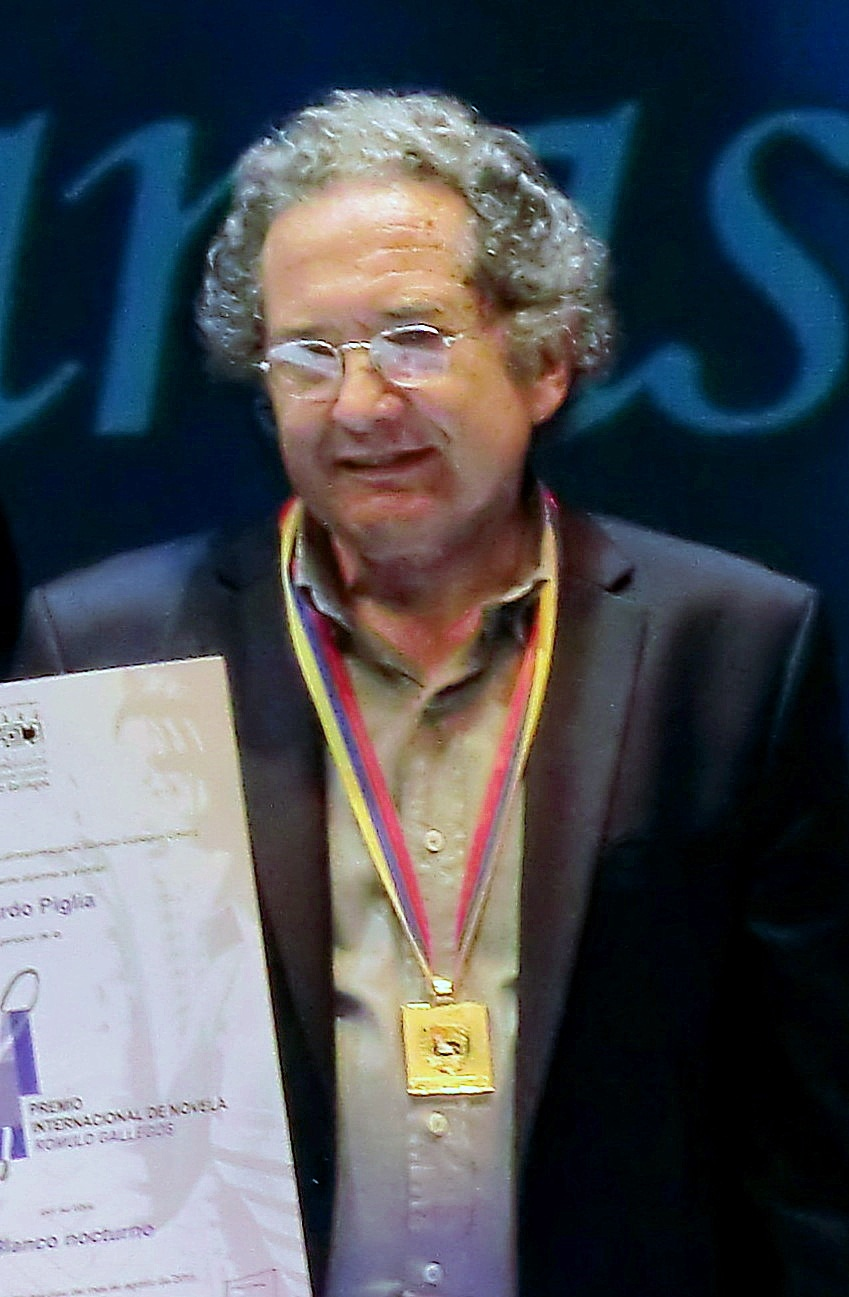
Ricardo Piglia mottar Premio Rómulo Gallegos 2011.

Ricardo Piglia, född 24 november 1941 i Adrogué i provinsen Buenos Aires, död 6 januari 2017 i Buenos Aires, var en argentinsk författare.
Piglia skrev romaner, noveller och essäer. Han fick sitt genombrott 1980 med romanen Respiración artificial (Konstgjord andning), som betraktas som en modern klassiker i latinamerikansk litteratur. Han tilldelades ett flertal stora litteraturpriser. För romanen Blanco Nucturno (2011) belönades han med Premio Rómulo Gallegos.